# Associazione Calcio Cesena 1966-1967
Questa pagina raccoglie le informazioni riguardanti l'Associazione Calcio Cesena nelle competizioni ufficiali della stagione 1966-1967.

## Rosa
| N. |                   | Ruolo | Calciatore              |
| -- | ----------------- | ----- | ----------------------- |
|    | Italia (bandiera) | D     | Paolo Ammoniaci         |
|    | Italia (bandiera) | P     | Antonio Annibale        |
|    | Italia (bandiera) | D     | Bruno Baiardo           |
|    | Italia (bandiera) | P     | Giandomenico Baldisseri |
|    | Italia (bandiera) | C     | Loris Bellini           |
|    | Italia (bandiera) | C     | Bruno Boschi            |
|    | Italia (bandiera) | A     | Angelo Calisti          |
|    | Italia (bandiera) | D     | Giampiero Ceccarelli    |
|    | Italia (bandiera) | A     | Giuseppe Corbellini     |
|    | Italia (bandiera) | A     | Sidio Corradi           |
|    | Italia (bandiera) | C     | Eugenio Fantini         |
|    | Italia (bandiera) | A     | Paolo Ferrario          |

| N. |                   | Ruolo | Calciatore         |
| -- | ----------------- | ----- | ------------------ |
|    | Italia (bandiera) | C     | Claudio Govoni     |
|    | Italia (bandiera) | C     | Leonello Leoni     |
|    | Italia (bandiera) | D     | Pier Ettore Lucchi |
|    | Italia (bandiera) | C     | Antonio Mariotti   |
|    | Italia (bandiera) | A     | Gastone Mazzoli    |
|    | Italia (bandiera) | A     | Luciano Mazzotti   |
|    | Italia (bandiera) | A     | Enzo Montanari     |
|    | Italia (bandiera) | D     | Carlo Olivetti     |
|    | Italia (bandiera) | C     | Orazio Rancati     |
|    | Italia (bandiera) | A     | Renato Ronconi     |
|    | Italia (bandiera) |       | Ruscelli           |